# Hải Ninh, huyện Quảng Ninh
Hải Ninh là một xã thuộc huyện Quảng Ninh, tỉnh Quảng Bình, Việt Nam.

## Địa lý
Xã Hải Ninh nằm phía đông huyện Quảng Ninh, cách trung tâm huyện lỵ 10 km về phía nam, có vị trí địa lý: 
- Phía đông giáp Biển Đông
- Phía nam giáp huyện Lệ Thủy
- Phía tây giáp huyện Lệ Thủy và các xã Võ Ninh, Gia Ninh
- Phía bắc giáp thành phố Đồng Hới.

Xã Hải Ninh có diện tích 39,16 km², dân số năm 2019 là 5.825 người, mật độ dân số đạt 149 người/km².

## Hành chính
Xã Hải Ninh được chia thành 5 thôn: Tân Định, Hiển Trung, Xuân Hải, Cừa Thôn, Tân Hải.

## Lịch sử
Xã Hải Ninh được thành lập ngày 3/3/1983 trên cơ sở chia tách từ xã Gia Ninh (cũ) thành 2 xã Gia Ninh và Hải Ninh theo quyết định của Hội đồng Bộ trưởng.

## Kinh tế
Kinh tế chủ yếu là ngư nghiệp, nông nghiệp. 